# La Reforma, Huatabampo
La Reforma är en ort i Mexiko.   Den ligger i kommunen Huatabampo och delstaten Sonora, i den västra delen av landet, 1 400 km nordväst om huvudstaden Mexico City. La Reforma ligger 7 meter över havet och antalet invånare är 180.
Terrängen runt La Reforma är mycket platt. Runt La Reforma är det ganska tätbefolkat, med 67 invånare per kvadratkilometer. Närmaste större samhälle är Huatabampo, 8,9 km öster om La Reforma. Trakten runt La Reforma består till största delen av jordbruksmark.